# Las Rozas de Madrid
Las Rozas de Madrid é um município da Espanha na província e comunidade autónoma de Madrid, com a área de 59,14 km², população de 94 471 habitantes (2016) e densidade populacional de 1 597 hab/km².
É o sexto município mais próspero de Espanha, com uma renda bruta média de 50.968 euros por habitante.

## Transportes
Existem no município três estações de comboio: Las Rozas, Las Matas e Pinar.
Atravessam pelo seu território as vias rápidas A-6, a Autovía del Noroeste e a M-50.

## Desporto
O seu principal clube de futebol é o Club Deportivo Las Rozas. É no município que se encontra a sede da Real Federação Espanhola de Futebol, na Ciudad del Fútbol de Las Rozas.